# يني نجباكوتو
يني نجباكوتو (بالفرنسية: Yeni N'Gbakoto) (3 يناير 1992 في فرنسا - ) هو لاعب كرة قدم فرنسي في مركز الوسط. شارك مع منتخب فرنسا تحت 17 سنة لكرة القدم ومنتخب فرنسا تحت 18 سنة لكرة القدم. أما مع النوادي، فقد لعب مع نادي ميتز.

## روابط خارجية
- يني نجباكوتو على موقع رابطة كرة القدم الفرنسية للمحترفين (الإنجليزية)
- يني نجباكوتو على موقع قاعدة بيانات كرة القدم.إي يو (الإنجليزية)
- يني نجباكوتو على موقع ليكيب (الفرنسية)
- يني نجباكوتو على موقع ناشيونال فوتبول تيمز (الإنجليزية)
- يني نجباكوتو على موقع Soccerway.com (الإنجليزية)
- يني نجباكوتو على موقع AS.com (الإسبانية)